# بيلفيل (تكساس)
بيلفيل (بالإنجليزية: Bellville)‏ هي مدينة أمريكية تقع في ولاية تكساس.تبلغ مساحة هذه المدينة 6.8 (كم²)،ويبلغ عدد سكانها 3794 نسمة حسب إحصاء سنة 2010 م. تشير إحصاءات سنة 2000م بأن الكثافة السكانية في هذه المدينة تقدر بـ(560.6) نسمة/كم2.

## التركيبة السكانية
حدّد مكتب تعداد الولايات المتحدة بيانات التركيبة السكانية لبيلفيل في تعداد الولايات المتحدة. في ما يلي، التركيبة السكانية حسب تعدادي 2000 و2010.

### تعداد عام 2000
بلغ عدد سكان بيلفيل 3,794 نسمة بحسب تعداد عام 2000، وبلغ عدد الأسر 1,425 أسرة وعدد العائلات 966 عائلة مقيمة في المدينة. في حين سجلت الكثافة السكانية 547.5 نسمة لكل كيلومتر مربع (1,418.0/ميل2). وبلغ عدد الوحدات السكنية 1,566 وحدة بمتوسط كثافة قدره 226 لكل كيلومتر مربع (585.3/ميل2).
وتوزع التركيب العرقي للمدينة بنسبة 81.89% من البيض و11.68% من الأمريكيين الأفارقة و0.40% من الأمريكيين الأصليين و0.34% من الأمريكيين ذوي الأصول الآسيوية و3.95% من الأعراق الأخرى و1.74% من عرقين مختلطين أو أكثر و11.97% من الهسبانيون أو اللاتينيون من أي عرق.
بلغ عدد الأسر 1,425 أسرة كانت نسبة 37.1% منها لديها أطفال تحت سن الثامنة عشر تعيش معهم، وبلغت نسبة الأزواج القاطنين مع بعضهم البعض 52.6% من أصل المجموع الكلي للأسر، ونسبة 11.6% من الأسر كان لديها معيلات من الإناث دون وجود شريك، بينما كانت نسبة 3.6% من الأسر لديها معيلون من الذكور دون وجود شريكة وكانت نسبة 32.2% من غير العائلات. تألفت نسبة 27.9% من أصل جميع الأسر من عدة أفراد يعيشون في نفس المنزل ونسبة 15.3% كانت تتألف من شخص يعيش بمفرده يبلغ من العمر 65 عاماً أو أكثر. وبلغ متوسط حجم الأسرة المعيشية 2.52، أما متوسط حجم العائلات فبلغ 3.11.
بلغ العمر الوسطي للسكان 38.3 عاماً. وكانت نسبة 26.4% من القاطنين تحت سن الثامنة عشر، وكانت نسبة 8.1% بين الثامنة عشر والرابعة والعشرين عاماً، ونسبة 24.5% كانت واقعةً في الفئة العمرية ما بين الخامسة والعشرين والرابعة والأربعين عاماً، ونسبة 19.7% كانت ما بين الخامسة والأربعين والرابعة والستين، ونسبة 16.1% كانت ضمن فئة الخامسة والستين عاماً فما فوق. يوجد لكل 100 أنثى 92.7 ذكر، ويوجد لكل 100 أنثى في الثامنة عشر من عمرها فما فوق 87.0 ذكر.
بلغ متوسط دخل الأسرة في المدينة 40,806 دولارًا، أما متوسط دخل العائلة فبلغ 49,730 دولارًا. وكان متوسط دخل الذكور 36,719 دولارًا مقابل 21,685 دولارًا للإناث. وسجل دخل الفرد الخاص بالمدينة 17,671 دولارًا. وكانت نسبة 4.5% من العائلات ونسبة 8% من السكان تحت خط الفقر، وكان من هؤلاء نسبة 8.4% تحت سن الثامنة عشر ونسبة 8.1% في الخامسة والستين من العمر وما فوق.

### تعداد عام 2010
بلغ عدد سكان بيلفيل 4,097 نسمة بحسب تعداد عام 2010، وبلغ عدد الأسر 1,644 أسرة وعدد العائلات 1,037 عائلة مقيمة في المدينة. في حين سجلت الكثافة السكانية 591.2 نسمة لكل كيلومتر مربع (1,531.2/ميل2). وبلغ عدد الوحدات السكنية 1,818 وحدة بمتوسط كثافة قدره 262.3 لكل كيلومتر مربع (679.4/ميل2).
وتوزع التركيب العرقي للمدينة بنسبة 78.37% من البيض و10.20% من الأمريكيين الأفارقة و1.22% من الأمريكيين الأصليين و0.59% من الأمريكيين ذوي الأصول الآسيوية و0.02% من سكان جزر المحيط الهادئ و8.05% من الأعراق الأخرى و1.54% من عرقين مختلطين أو أكثر و21.21% من الهسبانيون أو اللاتينيون من أي عرق.
بلغ عدد الأسر 1,644 أسرة كانت نسبة 34.1% منها لديها أطفال تحت سن الثامنة عشر تعيش معهم، وبلغت نسبة الأزواج القاطنين مع بعضهم البعض 44.6% من أصل المجموع الكلي للأسر، ونسبة 13.3% من الأسر كان لديها معيلات من الإناث دون وجود شريك، بينما كانت نسبة 5.2% من الأسر لديها معيلون من الذكور دون وجود شريكة وكانت نسبة 36.9% من غير العائلات. تألفت نسبة 32.1% من أصل جميع الأسر من عدة أفراد يعيشون في نفس المنزل ونسبة 15.7% كانت تتألف من شخص يعيش بمفرده يبلغ من العمر 65 عاماً أو أكثر. وبلغ متوسط حجم الأسرة المعيشية 2.41، أما متوسط حجم العائلات فبلغ 3.04.
بلغ العمر الوسطي للسكان 37.9 عاماً. وكانت نسبة 25.2% من القاطنين تحت سن الثامنة عشر، وكانت نسبة 8.7% بين الثامنة عشر والرابعة والعشرين عاماً، ونسبة 23.6% كانت واقعةً في الفئة العمرية ما بين الخامسة والعشرين والرابعة والأربعين عاماً، ونسبة 24.9% كانت ما بين الخامسة والأربعين والرابعة والستين، ونسبة 17.6% كانت ضمن فئة الخامسة والستين عاماً فما فوق. وتوزع التركيب الجنسي للسكان بنسبة 47.5% ذكور و52.5% إناث.

## أعلام
- ايمانويل ساندرز
- ألفرد س. فين
- جوني هولاند
- هنتر غودوين